# Knupbodarnas fäbodvall
Knupbodarnas fäbodvall är en fäbod i Hanebo socken, Bollnäs kommun på Digerbergets sydsluttning. Den har en karaktäristisk 1700- och 1800-talsbegyggelse och anor från sent 1600-tal. Fäbodvallen som är omgiven av granskog, består av ett tjugotal omålade timmerhus och hägnadssystem. Som en av Hälsinglands bäst bevarade fäbodar är den utvald till riksintresse för kulturmiljövården i länet.
Knupbodarna fungerar även som ett etappmål och vägskäl för vandringsleden Hälsingeleden vilken passerar genom området.